# Heusden Koers 1976
De 28e editie van de Belgische wielerwedstrijd Heusden Koers werd verreden op 10 augustus 1976. De start en finish vonden plaats in Heusden. De winnaar was Freddy Maertens, gevolgd door Willy De Geest en Jos Huysmans.

## Uitslag
| Heusden Koers 1976 |                 |                    |       |
| Plaats             | Naam            | Ploeg              | Tijd  |
| Winnaar            | Freddy Maertens | Flandria-Velda     | 3u22' |
| 2                  | Willy De Geest  | Brooklyn           | z.t.  |
| 3                  | Jos Huysmans    | Molteni-Campagnolo | + 7"  |

1929 · 1930-1935 · 1936 · 1937 · 1938 · 1939 · 1952 · 1953 · 1954 · 1955 · 1956 · 1957 · 1958 · 1959 · 1960 · 1961 · 1962 · 1963 · 1964 · 1965 · 1966 · 1967 · 1968 · 1969 · 1970 · 1971 · 1972 · 1973 · 1974 · 1975 · 1976 · 1977 · 1978 · 1979 · 1980 · 1981 · 1982 · 1983 · 1984 · 1985 · 1986 · 1987 · 1988 · 1989 · 1990 · 1991 · 1992 · 1993 · 1994 · 1995 · 1996 · 1997 · 1998 · 1999 · 2000 · 2001 · 2002 · 2003 · 2004 · 2005 · 2006 · 2007 · 2008 · 2009 · 2010 · 2011 · 2012 · 2013 · 2014 · 2015 · 2016 · 2017 · 2018 · 2019 · 2020 · 2021 · 2022 · 2023